# Грін-Веллі (Іллінойс)
Грін-Веллі (англ. Green Valley) — селище (англ. village) в США, в окрузі Тазвелл штату Іллінойс. Населення — 630 осіб (2020).

## Географія
Грін-Веллі розташований за координатами 40°24′26″ пн. ш. 89°38′38″ зх. д. / 40.40722° пн. ш. 89.64389° зх. д. (40.407309, -89.643796).  За даними Бюро перепису населення США в 2010 році селище мало площу 0,79 км², уся площа — суходіл.

## Демографія
Згідно з переписом 2010 року, у селищі мешкало 709 осіб у 260 домогосподарствах у складі 192 родин. Густота населення становила 902 особи/км².  Було 287 помешкань (365/км²).
Расовий склад населення:
| - 96,5 % — білих - 1,1 % — чорних або афроамериканців - 0,3 % — азіатів - 0,1 % — вихідців з тихоокеанських островів - 0,1 % — корінних американців |

До двох чи більше рас належало 1,1 %. Частка іспаномовних становила 1,6 % від усіх жителів.
За віковим діапазоном населення розподілялося таким чином: 29,2 % — особи молодші 18 років, 60,2 % — особи у віці 18—64 років, 10,6 % — особи у віці 65 років та старші. Медіана віку мешканця становила 35,4 року. На 100 осіб жіночої статі у селищі припадало 89,6 чоловіків;  на 100 жінок у віці від 18 років та старших — 89,4 чоловіків також старших 18 років.
Середній дохід на одне домашнє господарство  становив 58 176 доларів США (медіана — 50 278), а середній дохід на одну сім'ю — 65 013 долари (медіана — 56 538). Медіана доходів становила 45 833 долари для чоловіків та 41 071 долар для жінок. За межею бідності перебувало 8,4 % осіб, у тому числі 15,8 % дітей у віці до 18 років та 5,8 % осіб у віці 65 років та старших.
Цивільне працевлаштоване населення становило 366 осіб. Основні галузі зайнятості: виробництво — 27,0 %, освіта, охорона здоров'я та соціальна допомога — 15,3 %, транспорт — 14,2 %.